# قسيطل بن زهير
قسيطل بن زهير بن سليمان بن هبة بن شيحة، تولى إمارة المدينة المنورة  (887-883هـ).

## نسبه
هو قسيطل بن زهير بن سليمان بن هبة بن جماز بن شيحة بن هاشم بن قاسم بن مهنا بن حسين بن مهنا بن داود بن القاسم بن عبيد الله بن طاهر بن يحيى بن الحسين بن جعفر بن عبد الله ابن الحسين بن زين العابدين ابن الحسين بن علي بن أبي طالب الحسيني الهاشمي.

## سيرته
تولى إمارة المدينة المنورة سنة 883هـ بمرسوم من السلطان الأشرف قايتباي، وبتوصية من أمير مكة الشريف محمد بن بركات خلفاً للأمير المعزول ضيغم بن خشرم، وكان والد قسيطل الأمير زهير بن سليمان قد تولى إمارة المدينة من 865 ـ 874هـ.
ثم عزل وولي ضيغم من 874 ـ 883هـ، وعندما عزل ضيغم أسندت الإمارة إلى قسيطل، وكان قسيطل من الأمراء المعتدلين الذين حسنت سيرتهم في المدينة في بداية أمره، وكان يميل لأهل السنة، وقد شهدت المدينة في إمارته حدثين كبيرين الأول: زيارة السلطان الأشرف قايتباي للمدينة حيث وصلها في أواخر شهر ذي القعدة سنة 884هـ، وأقام فيها ثلاثة أيام، ووزع أموالاً طائلة على أهل المدينة، وكان لهذه الزيارة آثار طيبة عليها، حيث أمر ببناء مدرسة من ماله الخاص، وكذلك شراء عدد من العقارات لتكون وقفاً عليها، وأمر أيضاً بإلغاء كثير من المكوس والجبايات المفروضة على أهل المدينة والقادمين إليها ودفع لأميرها ما يعوضه عنها، أما الحدث الثاني فهو الحريق الذي أصاب المسجد النبوي، ويعتبر الحريق الثاني في تاريخ المسجد، وقد حدث هذا الحريق بفعل صاعقة أصابت المسجد، وذلك في شهر رمضان عام 886هـ، وأتى الحريق على معظم المسجد، ولم يسلم منه سوى قبة الحجرة النبوية والسقف السفلي، فكتب الأمير قسيطل بذلك للسلطان قايتباي، فأمر السلطان بإعادة بناء المسجد، وجهزه بالأموال والصناع والمعدات اللازمة، كما أمر ببناء عدد من المنشآت والأربطة التي ساعدت على تنشيط الحركة الاقتصادية في المدينة.
وفي نهاية عام 887هـ وصل إلى أسماع السلطان أنباء غير سارة عن الأمير قسيطل فعزله وولى مكانه الأمير زبيري النعيري، ولا تذكر المصادر التي بين يدينا شيئاً عن حياة قسيطل بعد هذا التاريخ.

## وصلات خارجية
مركز بحوث ودرسات المدينة المنورة نسخة محفوظة 5 مارس 2016 على موقع واي باك مشين.
تاريخ الحكام والسلالات الحاكمة 
| سبقه ضيغم بن خشرم | أمراء وحكام المدينة المنورة 883هـ - 887هـ | تبعه زبيري النعيري |